# Pedro León
Pedro León (* 24. November 1986 in Mula; voller Name Pedro León Sánchez Gil) ist ein spanischer Fußballspieler.

## Spielerkarriere

### National
Pedro León begann seine Karriere bei Real Murcia und stieg mit dem Verein in der Saison 2006/07 als Tabellendritter der Segunda División auf. Anschließend verließ er jedoch den Aufsteiger und wechselte zum Primera-División-Klub UD Levante. Mit seinem neuen Verein stieg er am Ende der Saison 2007/08 in die Segunda División ab. Daraufhin wurde Pedro Léon vom Erstligisten Real Valladolid verpflichtet. Zur Saison 2009/10 wechselte er zum FC Getafe. Dort überzeugte er derart, dass er vor Beginn der Saison 2010/11 zum vierten Mal innerhalb von vier Jahren den Verein wechselte: Er unterschrieb einen Sechsjahresvertrag bei Real Madrid. Bei den Königlichen debütierte er in der UEFA Champions League und traf am 3. November 2010 gegen den AC Mailand kurz vor Spielende zum 2:2-Ausgleich. Letztlich kam Pedro León beim spanischen Rekordmeister unter Trainer José Mourinho jedoch nicht über die Rolle des Ergänzungsspielers hinaus. Zur Saison 2011/12 kehrte er daher auf Leihbasis zum FC Getafe zurück. Am Ende der Spielzeit wurde der Leihvertrag um ein weiteres Jahr verlängert. Zur Saison 2013/14 zog Getafe die vertraglich vereinbarte Kaufoption und nahm Pedro León fest unter Vertrag.

### International
Pedro León spielte für die spanische U21-Nationalmannschaft.

## Familie
Pedro León ist ein jüngerer Bruder des Radrennfahrers Luis León Sánchez. Ein weiterer Bruder der beiden, León Sánchez Gil, ein ehemaliger Radsportler, kam am 30. Oktober 2005 bei einem Unfall mit einem Quad ums Leben. Seitdem widmen beide Sportler ihre Tore bzw. Siege dem verstorbenen Bruder.

## Erfolge
- Aufstieg in die Primera División: 2007
- Copa del Rey: 2011